# Highlander (Band)
Highlander ist eine multinationale Rockband, die ursprünglich als internationales Projekt gegründet wurde.

## Bandgeschichte
Die Band wurde 1985 als Overseas gegründet und war ursprünglich eine multinationale Band. Als der Schotte Allan Murdoch (ex-Message) seine Freunde Alan „Taff“ Freeman und Ron Howden von Nektar besuchte, beschloss man, zusammen eine Band zu gründen. Man nahm den Sänger und Bassisten Drew Ross dazu und gründete Overseas. Nachdem Freeman und Howden nach kurzer Zeit ausgestiegen waren, führten Murdoch und Ross zusammen mit Schlagzeuger Colin Jamieson die Band als The Overseas Project weiter. 1988 erschien das Debütalbum Highlander.
Mit neuem Sänger Martin Griffiths, ehemals Beggar’s Opera, und Bassist Peter Campbell benannte man sich in Highlander um. Mittelpunkt der Band war nun außerdem Schottland. Als kurz vor einer Tour Griffiths wieder aussteigen musste, übernahm Murdoch den Gesang und wurde ab da fester Sänger. Bis 2000 nahm die Band insgesamt neun Alben auf. 2000 zogen Murdoch und Campbell nach Deutschland, mussten sich aber von Jameson trennen. Bis 2005 hatte die Band keine feste Besetzung. 2007 fand der letzte Auftritt statt, danach löste sich die Band auf.
Nachdem Murdoch 2009 das Wacken Open Air besuchte, beschloss er, die Band zu reformieren, diesmal mit einer vergrößerten Besetzung. Die Besetzung bestand nun neben ihm als Gitarristen aus Kirk David (Gesang), Gordon McPherson (Bass), John Hart (Schlagzeug) und Michael Mackintyre (Keyboard). Im November 2010 stieg außerdem Johnny Reed ein, der Dudelsack und Geige spielt. 2011 erschien das Album Inneal Subhal Tìme, ein Konzeptalbum, über einen Biker, der durch die Zeit springt und verschiedene Epochen der Schottischen Geschichte miterlebt.
Ende 2011 stellten sich erneut Probleme durch die weit voneinander entfernt lebende Besetzung ein. Dazu entstehende Schwierigkeiten beim Booking führten zur Auflösung des Highlander-Projekts. Dennoch trafen sich Murdoch und Campbell häufig privat und spielten Highlander-Songs im Akustik-Duett. Daraus entstand der Gedanke, Highlander als Trio wie in Anfangstagen wiederzubeleben. Mit Jan-Peter „J.P. Thunder“ Zander am Schlagzeug wurde die Band ab Februar 2012 reaktiviert.

## Musikstil
Von 1990 bis zur Auflösung 2007 spielte Highlander Biker-Rock und trat vor allem im Umfeld von Motorrad-Treffen auf. Die Musik pendelte zwischen Hard-Rock und Southern Rock.  Mit der Neugründung 2010 übernahm die Band Stilelemente des Mittelalter- und des Folk-Rock, was sich insbesondere in der Instrumentierung zeigt. Das Konzept des Albums hingegen ist vom Progressive Rock der 1970er beeinflusst. Seit dem Revival der Band im Jahre 2012 besinnt sich die Band wieder verstärkt ihrer (Hard-)Rock-Wurzeln.

## Diskografie

### Als Overseas Project
- 1988: Highlander (Face Records)

### Als Highlander
- 1989: The Overseas Project (Face Records)
- 1991: Harley’s the Best… (Face Records)
- 1991: The Quickening (Face Records)
- 1993: Harleyluja (Eigenproduktion/Biker News)
- 1994: Live in Germany (Face Records)
- 1995: See You Later Harleygator (Face Records)
- 1996: Highway Warrior (Face Records)
- 1998: Scotia (Face Records)
- 2000: Cool and Smoky (Best-of-Album, Face Records)
- 2011: Inneal Siubhal Tìme (Face Records)